# بلدرچین جنگلی سینه‌سیاه
بلدرچین جنگلی سینه‌سیاه (نام علمی: Odontophorus leucolaemus) نام یک گونه از سرده بلدرچین جنگلی است.